# Образцов Володимир Миколайович
Володи́мир Микола́йович Образцо́в (6 (18) червня 1874, Миколаїв — 28 листопада 1949, Москва) — вчений-транспортник часів Російської імперії та СРСР, 1935 — заслужений діяч науки РРФСР, 1939 — академік АН СРСР; лауреат Сталінської премії 1942 — «за розвиток Уралу в умовах війни» та 1943 — «за багаторічну видатну працю в області залізничного транспорту», нагороджений 3 орденами Леніна, орденом Вітчизняної війни, орденом Червоної Зірки, 2 орденами Трудового Червоного Прапора, медалями.

## Життєпис
Закінчив із золотою медаллю Олександрівську чоловічу гімназію Миколаєва., 1897 року — Петербурзький інститут шляхів сполучення.
В 1897—1901 роках працює на підготовці майбутніх залізничних трас — на Миколаївській та Московсько-Курській залізницях.
З 1901 року викладає в Московському інженерному училищі.
Брав участь у подіях 1905 року, за це його звільнили з служби на державних залізницях, аж 1913 року запрошений як консультант при будівництві ряду залізничних станцій.
1907 року з його ініціативи організовано середнє будівельне училище — згодом це буде Московський інженерно-будівельний інститут.
1913 року був одним із організаторів збору коштів на новий православний храм в Сокольниках.
За проектом, складеним ще до Першої світової війни для Москви, але не реалізованому при будівництві Московського метро, побудоване Варшавське метро.
В 1919-22 роках — професор Московського інституту цивільних інженерів.
В 1923-49 роках керує Московським інститутом залізничного транспорту, в 1935-40 одночасно очолює НДІ залізничного транспорту в Москві.
Наприкінці 1920-х пропонує схему єдиної залізничної системи СРСР шляхом переобладнання та нового будівництва — згідно з уніфікованими стандартами.
Бере участь у проектуванні та побудові транспортних споруд у Баку, Волгограді, Магнітогорську, Свердловську та Ташкенті.
Депутат Верховної Ради СРСР 1 та 2 скликань — від Ртищевського виборчого округу.
Брав участь у проектуванні Московського метрополітену.
1935 — член ВЦВК 16-го скликання.
З 1936 року — голова Ради сприяння будівництва дитячих залізниць.
З 1939 до останніх днів очолював секцію по науковій розробці проблем транспорту АН СРСР, в 1939-45 роках — член Президії АН СРСР.
Під час Другої світової війни евакуйований до Свердловська, літом 1942 на свої кошти придбав літака Як-1, якого назвав «Ртищевський залізничник» та подарував його капітану 291-го винищувального полку, Герою Радянського Союзу О. Лавренову.
1945 року очолює комісію по розробці плану комплексного розвитку Молотовської області, також керував реконструкцією та розвитком Ртищевського залізничного вузла.
З 1946 року — член Президії академічної Ради по вивченню виробничих сил СРСР.
Похований на Новодівочому кладовищі.
Його основні праці присвячені питанням станційного господарства залізниць, щодо проектування залізничних станцій та транспортних вузлів, планового розподілу сортувальної роботи на мережі залізниць, по побудові плану формування поїздів, проблемам взаємодії та розвитку сітки різноманітних видів транспорту тодішнього СРСР.
Його ім'я з 1976 року носить Миколаївський технікум залізничного транспорту, носив до 1992 року Ленінградський інститут інженерів залізничного транспорту, були поіменовані вулиці в Іркутську, Москві (Бахметьєвська), Миколаєві (Третя Піщана) та Ртищеві, Челябінську.
Його син — Сергій Володимирович Образцов — засновник театру ляльок.
У Миколаєві на будинку по вулиці Соборній була встановлена пам'ятна дошка.
Написав понад 300 праць залізничного спрямування, розробив понад 50 проектів по перебудові залізничних вузлів шляхів СРСР.
- «Проект перебудови станції Іваново» — Інженерна справа, 1901,
- «До питання проектування станцій та їх розрахунків» — 1905,
- «Теоретичні дослідження з оборотності вагонів» — 1909,
- «Енциклопедія шляхів сполучення, курс введення» — Москва, 1925
- «Основні дані для проектування залізничних станцій» — Москва, 1929
- «Залізничні вузли» — Москва, 1933,
- «Станції та вузли» — перший том — 1935, другий — 1939, перевидання 1949, у співавторстві,
- «Основні принципи побудови транспортної мережі СРСР» — 1940,
- «Робота залізничних станцій у воєнних умовах» — 1940.